# Automotrice FS ALn 772
Le automotrici ALn 772 sono un gruppo di automotrici a nafta delle Ferrovie dello Stato italiane commissionate negli anni trenta del XX secolo.
Progettate per la prima volta con una filosofia prettamente ferroviaria piuttosto che pensando ai veicoli stradali, sono state il tratto d'unione tra le prime littorine, rudi e spartane, e le moderne automotrici.

## Storia
Le ALn 772 sono rotabili di seconda generazione nati dall'esperienza maturata da Fiat e OM sulle prime automotrici realizzate durante il Fascismo, come le Littorine ALn 56 e ALn 556.
L'aumento della richiesta di trasporto passeggeri e l'incremento del traffico turistico, alla fine degli anni trenta spinse l'amministrazione FS a progettare e costruire una nuova famiglia di rotabili più veloci e confortevoli, per affiancare le Littorine esistenti e sostituirle nei servizi di tipo Direttissimo e Rapido.
Piuttosto che procedere all'acquisto di veicoli diversi di vecchia concezione si puntò su un mezzo "unificato", in grado di servire con diversi profili di missione e con possibilità di agevole manutenzione e riparazione e con costo minimizzato dalla disponibilità di pezzi di ricambio sempre uguali (fatto ancora piuttosto raro per l'epoca).
Venne contattata la OM di Milano, a cui furono commissionati tre prototipi di questo nuovo veicolo.
Nel 1937 l'azienda consegnò i tre veicoli, che furono immatricolati come ALn 72.3001-3003, con la cifra delle migliaia 3 che identificava il costruttore OM (FIAT e Breda avevano rispettivamente 1 e 2).
Si trattava a tutti gli effetti di una sfida lanciata da OM a FIAT e Breda. OM aveva esperienza nelle subforniture, ma non aveva mai lavorato integralmente ad una commessa di automotrici, al contrario degli altri due giganti dell'industria pesante italiana. Per questo, dopo la consegna dei prototipi, i test svolti con ottimi risultati e la conseguente emissione della commessa, FIAT si affiancò ad OM impegnandosi a realizzare le casse dei veicoli ma lasciando all'azienda milanese la responsabilità delle forniture tecniche.
Per semplificare la contabilità, la fornitura venne ufficialmente segmentata tra i due fornitori, portando alla costituzione iniziale di tre serie suddivise in modo puramente nominale per un totale di 100 FIAT (1001-1100) e 96 OM (in due serie: 3201-3250 e 3251-3296).
La prima unità di serie, appartenente al gruppo torinese, entrò in servizio nel maggio 1940. A seguito di test sulla linea Faentina e in Toscana, la 772.1001 si dimostrò pienamente rispondente alle esigenze dell'amministrazione ferroviaria, e già nel novembre dello stesso anno anche la produzione milanese entrò a regime consegnando il primo veicolo. La commessa di 196 veicoli venne esaurita nel 1943.
Nel 1939 le Ferrovie Padane acquistarono da FS i tre prototipi 1001-1003, più altri due mezzi commissionati direttamente ad OM nel 1941, marchiati FP ALn 72 1004 e 1005, rallentati a 100 km/h con il cambio della trasmissione, ma con 8 kW in più.
La Seconda guerra mondiale ridusse drasticamente la domanda di trasporto passeggeri (se si eccettuano i convogli militari, per cui le littorine erano inadeguate data la poca capienza), e impegnò Breda e OM nella produzione bellica.
I motori delle ALn 772 erano nuovissimi, potenti e compatti, e vennero in parte "cannibalizzati" per equipaggiare i MAS della Regia Marina. La riduzione della disponibilità di gasolio e i frequentissimi bombardamenti sulle linee ferroviarie resero le restanti macchine inutili per diversi anni.
Solo nel 1948 OM poté riprendere la produzione, grazie anche agli aiuti per la ricostruzione del Piano Marshall e ai piani per riportare le martoriate ferrovie agli standard qualitativi pre-bellici. Tra il 1948 e il 1957 OM consegnò altri 123 veicoli (due serie, 3301-3341 e 3342-3423), ad un ritmo notevolmente rallentato rispetto alla precedente commessa ma cogliendo l'occasione per riportare gli impianti in condizioni operative.
Le unità esistenti erano uscite relativamente bene dal conflitto, ma non indenni. Cinque unità vennero demolite, alcune senza nemmeno mai essere entrate in servizio, mentre altre 27 risultarono adatte solo al recupero come ricambistica.
Nel 1949 la ferrovia concessa Siena-Buonconvento-Monte Antico gestita dalla SIF commissionò ad OM due automotrici ALn 772, marcate 101 e 102 (mentre le macchine FS avevano classificazioni a 4 cifre) riadattate per avere 16 posti di prima classe e 56 di seconda, più una versione modificata e demotorizzata chiamata Ln86.106 per il servizio di terza classe (86 posti).
Con l'acquisizione della ferrovia da parte di FS nel 1956, anche queste macchine vennero riportate allo standard: le due motrici furono reimmatricolate come ALn 772 3297 e 3298 e sulla rimorchiata vennero montati i motori, trasformandola di fatto nell'ALn 772.3299.

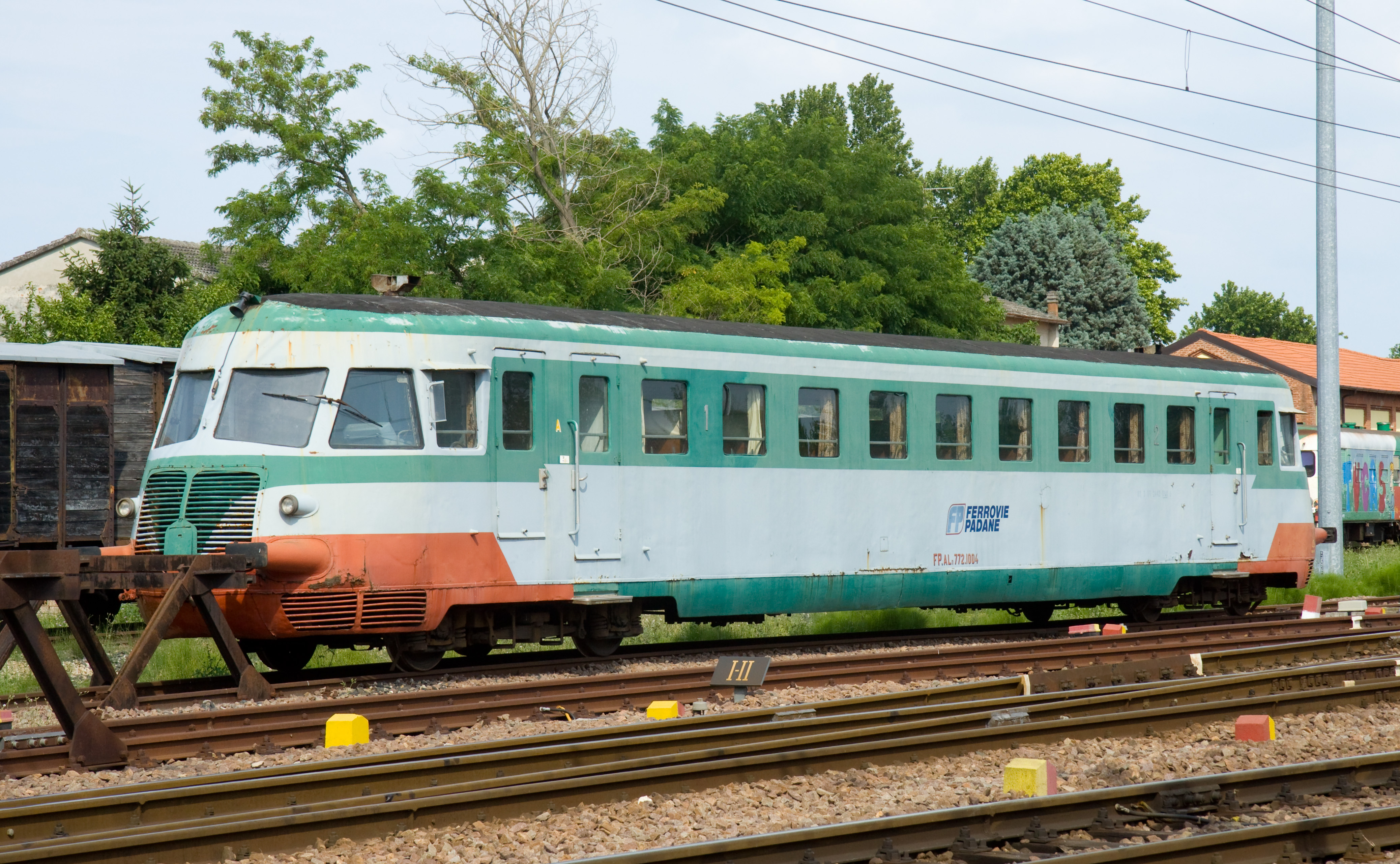
ALn 772 delle Ferrovie Padane

Nel dopoguerra, complice la devastazione del parco macchine più "nobile" costituito dagli ETR 200, le ALn 772 servirono come treni rapidi in tutta Italia, ed in particolare espletando i servizi prestigiosi sulla Milano-Venezia-Trieste, tra Palermo, Messina, Agrigento, tra Taranto, Bari ed Ancona, tra Cagliari e Olbia, arrivando in un secondo tempo anche in Sicilia.
Il grande numero di esemplari portò all'utilizzo anche su tratte secondarie per servizi minori, sino ad attribuirgli persino il ruolo di macchine di riserva. Negli anni cinquanta le ALn 772 costituivano la spina dorsale del traffico veloce italiano.
Intanto nel 1949 altri tre mezzi fuori serie vennero consegnati alle ferrovie polacche per essere replicati e per prendere il servizio su tratte veloci.
Nel 1961 anche le unità ex-Ferrovie Padane furono reimmatricolate come ALn 772 e adibite a treni charter; una di queste è ancora funzionale.
L'ALn 772.1009, modificata con l'aggiunta di un salottino di prima classe, venne riportata alla condizione originaria nel 1970
Negli anni settanta cominciò il declino del gruppo 772, spodestato dalle nuove Aln 773 e ALn 668, introdotte in massa per il servizio sulle linee regionali, specie queste ultime.

L'età dei mezzi e l'intensissimo uso a cui erano stati sottoposti specie negli ultimi anni portarono ad emergere numerosi piccoli problemi, all'impianto oleodinamico e agli scarichi.
Inoltre, gli isolamenti in fibra di amianto non erano più compatibili con le nuove regolamentazioni che ne riconoscevano la pericolosità, specie nelle precarie condizioni di decadimento a cui ormai erano giunti i pannelli isolanti.
Nel 1981 vennero sospese le manutenzioni cicliche, con l'obiettivo di dismettere l'intero gruppo in tempi assai contenuti. Due sole unità (3247 e 3326) continuarono il servizio sulla Novara-Varallo: il 12 aprile 1986 l'amministrazione emanò un ordine di servizio, inviando tutte le restanti macchine all'accantonamento.
Il gruppo venne messo interamente fuori servizio e, dopo un periodo di permanenza nei depositi, demolito in brevissimo tempo con l'eccezione di soli cinque mezzi.

## Tecnica
Per la prima volta queste macchine montarono una trasmissione idraulica di tipo Ljungstrom (il modello OM-SRM-DF 1,15), installata in via sperimentale da OM e che diede buoni risultati ma, con l'età e il trasferimento ai servizi a corto raggio caratterizzati da avvii e fermate ravvicinate, il cambio idraulico soffrì molto, sino a ridurre sensibilmente l'affidabilità dei veicoli.
Le ALn 772 non erano molto adatte all'utilizzo in composizione multipla essendo prive di intercomunicante, al contrario delle successive ALn 880. Erano macchine di grandi dimensioni, con una capienza migliorata rispetto al passato unita a spazi più grandi e confortevoli, e rappresentarono una risposta ferma ed efficace a tutte le richieste per cui furono prodotte.
Le casse, pur essendo per costruzione simili alle ALn 556, erano tra le prime ad essere elettrosaldate e ad essere insonorizzate in modo efficiente grazie ad un massiccio uso di fibra di amianto: con l'età questo materiale cominciò a cedere, diventando pericoloso per la salute, ed è uno dei motivi per cui rimangono così poche unità ancora esistenti.
La livrea era quella tradizionale dell'epoca, color castano-isabella
I motori erano due di costruzione O.M. su licenza Saurer tipo BXD aspirati a 6 cilindri in linea, ad iniezione diretta. Ogni motore, avente cilindrata di 14.330 cm³, poteva erogare 110 kW al regime di 1.500 giri, per un totale di 299 cavalli. Sulla quarta serie il motore venne modificato, per utilizzare una pompa di alimentazione ritenuta più affidabile, acquisendo denominazione OM-BXD-54.
La grande cilindrata richiedeva un massiccio e continuo apporto di aria, necessario a mantenere il rapporto stechiometrico: il problema venne risolto alloggiando i motori nelle estremità, protetti da una massiccia griglia in ghisa con ampie prese d'aria.
I nuovi motori non vennero alloggiati direttamente sui carrelli, come nei veicoli sperimentati sino ad allora, ma furono posti in sospensione sulla cassa in modo da smorzare meglio le vibrazioni.
I carrelli, sgravati del peso dei motori, vennero riprogettati ispirandosi a quelli delle prime automotrici elettriche dell'epoca, dotandoli di boccole sul lato esterno del telaio, di una sospensione primaria ad elica cilindroconica (molla a bovolo) e di una sospensione secondaria con il tradizionale sistema a balestre.
Questo carrello, di costruzione semplice, si dimostrò assai affidabile.

## Unità preservate
- ALn 772.1005 (ex Ferrovie Padane) e 3233: dal 2025 ricoverate presso le Officine OMS di Porrena che si occuperanno del loro restauro e rimessa in funzione per conto della Fondazione FS Italiane.
- ALn 772.1033: conservata presso il Museo Ferroviario Piemontese nella sede di Savigliano. L'associazione museale ha sottoposto l'automotrice ad un restauro sia dal punto di vista estetico sia sotto il profilo meccanico; al 2012-2014 erano in corso le pratiche per l'immatricolazione; allo stato attuale risulta essere l'unica unità ex FS funzionante.
- ALn 772.3263: ceduta a Fondazione FS Italiane dall'associazione Sardegna Vapore. Trasferita a Pistoia nel 2015 è in attesa di restauro presumibilmente per essere accoppiata alla 3265 ed effettuare in futuro treni storici rievocativi/turistici.
- ALn 772.3265: inizialmente collocata in stazione a Cagliari come monumento a seguito di un restauro estetico e poi sottoposta in un secondo momento a revisione eseguita presso le officine Milanesio di Moretta, tornando perfettamente funzionante. In data 16 febbraio 2007 ha preso servizio in Toscana, marciando isolata con i propri mezzi, destinata all'uso per treni speciali. Dal 2025 risulta ricoverata presso le Officine OMS di Porrena che si occuperanno della revisione e rimessa in funzione per conto di Fondazione FS Italiane.
- ALn 772.3375: esposta presso il Museo nazionale ferroviario di Pietrarsa a Portici ma non funzionante.

Accanto ad esse erano state preservate in passato ulteriori unità delle quali non si conosce la sorte:  
- ALn 772.3244 e 3261: trasformate dopo la dismissione in monumento ad Assemini.
- ALn 772.3247: terminati i servizi viaggiatori trasformata come treno di test per la Socimi Tilting System (STS) e quindi ridipinta di bianco con finestrini marroni e carenatura rossa.
- ALn 772.3355: una sezione con cabina di guida, comparto capotreno, vestibolo e uno scompartimento; destinata presumibilmente ad restauro ad opera di un privato a Sequals (PN).
- ALn 772.3374: destinata a un progetto congiunto tra FIAT e CNR per il test dei carrelli con ruote a sospensioni indipendenti; è stata poi demotorizzata e riclassificata Vp.car.99-999-072. Raggiunse i 160 km/h in un test controllato. Le tecnologie sviluppate si rivelarono poco adatte all'uso ferroviario ma confluirono nel know-how dell'azienda sfruttato per l'impegno in Formula Uno.

## La Belvedere
- L'unità ALn 772.3240, gravemente danneggiata durante la guerra, fu rinominata ALtn 444.3001 (Automotrice Leggera turistica a nafta 444), nel 1948 venne trasformata con l'aggiunta di un salotto rialzato con tettuccio centrale panoramico in cristallo acquisendo il nomignolo Belvedere.

Inizialmente dipinta in verde lichene - rosso segnale - giallo paglierino, ottenne in seguito un'altrettanto insolita livrea azzurro-bianca; gli interni furono curati dall'architetto Renzo Zavanella.
Venne messa in servizio nel 1949 come convoglio speciale veloce Freccia Aurelia tra Milano e Sanremo per conto dell'agenzia di viaggi milanese A.V.E.V.: partiva venerdì sera da Milano e vi rientrava la domenica notte.
Molti milanesi utilizzavano questo servizio nel periodo estivo per raggiungere le mogli nel fine settimana, nei luoghi di villeggiatura liguri.
La forma decisamente insolita del mezzo e la sua rapidità, unite a salaci battute sulla fedeltà delle mogli in villeggiatura e sulle relative "corna" dei passeggeri, portò alla curiosa denominazione informale del mezzo che venne ribattezzato dal personale Cervo Volante.
Senza dubbio la nomea portò molti a disertare il servizio, che, anche a causa della concorrenza della motorizzazione privata cessò nel 1958.
Per conto dell'A.V.E.V. l'ALtn 444 effettuò anche viaggi infrasettimanali (specialmente per il trasporto di Inter e Milan), mentre per un'altra agenzia effettuò servizi tra Milano e Melide (per il Casinò di Campione). Successivamente prestò servizio per collegamenti celeri sulle linee Milano-Torino, Torino-Savona e occasionalmente su altre linee.
L'ALtn 444.3001 fu ritirata dal servizio nel 1965 e riportata nel gruppo d'origine con l'eliminazione del tettuccio nel 1966, assumendo la denominazione ALn 772.3424 diversa da quella originale. L'ALn 772.3424 fu venduta per demolizione nell'ottobre 1984.

## Le SD80 e SR70

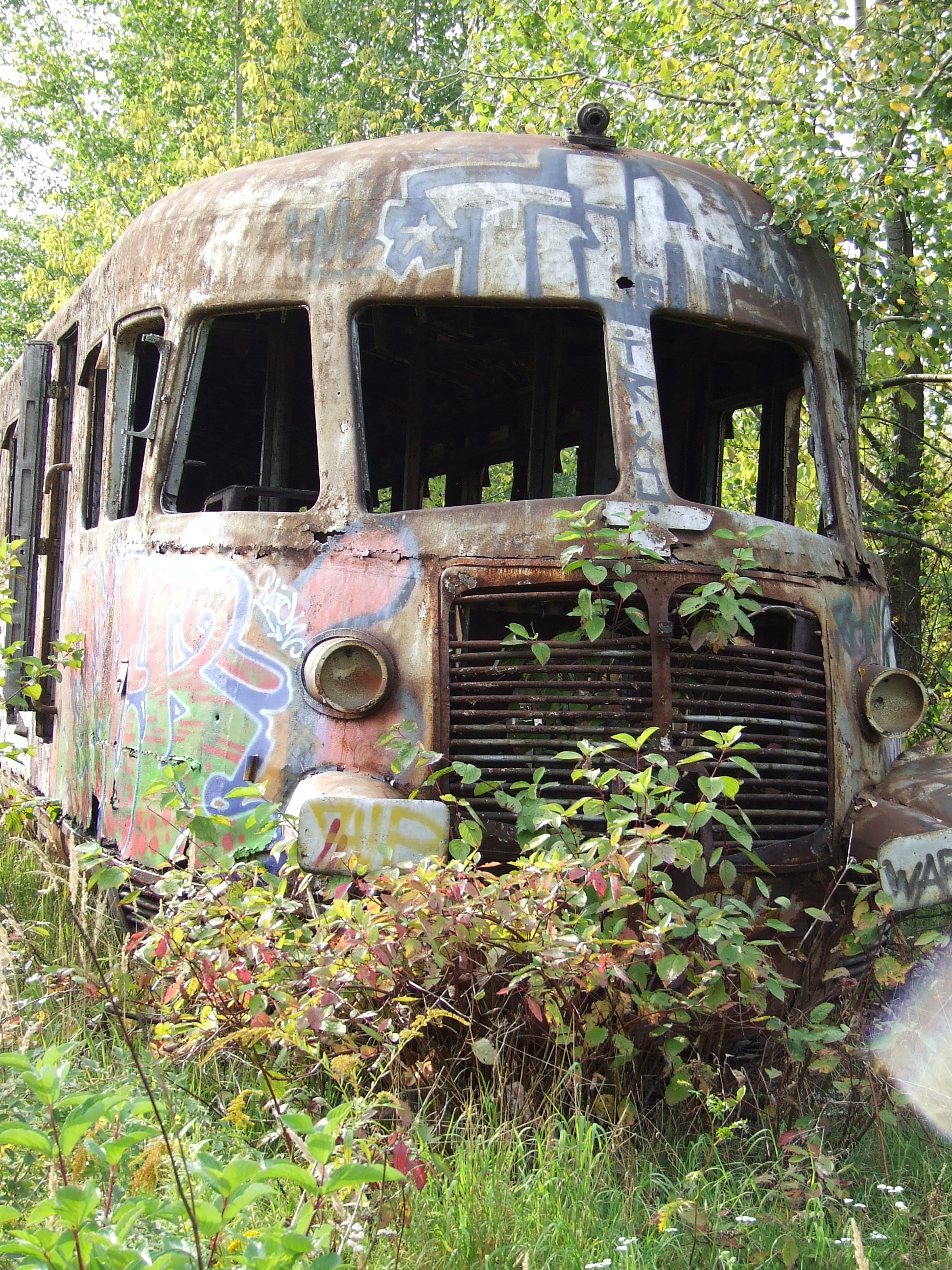
Una SD80, versione polacca delle ALn 772, abbandonata.

Dopo la Seconda guerra mondiale le Polskie Koleje Państwowe (le ferrovie nazionali polacche) si trovarono a dover ricostruire rapidamente l'intero parco macchine, ma l'economia nazionale era in rovine.
Durante l'occupazione tedesca prima e russa poi erano addirittura state smontate e espatriate intere fabbriche, trasferite nell'entroterra dell'Unione Sovietica. Le linee ferroviarie erano inservibili, razziate per il prezioso metallo o semplicemente bombardate.
La priorità principale per le ferrovie era la ricostruzione in tempi contenuti di una rete passeggeri: non potendo permettersi l'investimento necessario per l'installazione di linee elettrificate o per l'acquisto delle vaporiere vere e proprie, si decise di usare la tecnologia delle automotrici a nafta, molto più economica e di rapida preparazione.
Già in passato le ferrovie polacche avevano usato automotori, costruiti principalmente dalla fabbrica di Hipolit Cegielski, a Poznań, o dalla Lilpop, Rau e Loewenstein di Varsavia: si trattava di una flotta di 20 automotrici rapide Luxtorpeda, con velocità di punta di 130 km/h, che servirono dal 1934 al 1939 tra Varsavia, Katowice, Cracovia e Poznań. In seguito operarono anche tra Leopoli e Boryslav, costituendo la punta di diamante del traffico rapido nazionale.

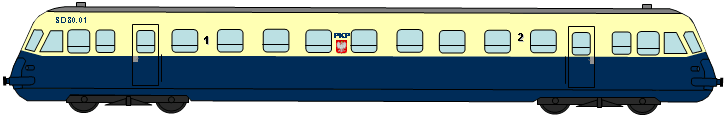
La SD80, versione polacca delle ALn 772, era utilizzata per i servizi di prestigio sulla rete polacca, ma la scarsa capienza ne decretò presto l'abbandono in favore di treni a composizione ordinaria di maggiore capacità

L'Italia, nonostante le distruzioni della guerra, poteva vantare ancora un patrimonio di competenze ferroviarie di primissimo livello, e il Piano Marshall aveva rapidamente rimesso le industrie pesanti in condizione di produrre: uno dei primi risultati era stato proprio la ripresa della produzione del gruppo ALn 772.
In compenso l'Italia era vessata dalla carenza di buon combustibile: il carbone nazionale era scarsissimo, e quello importato dai Balcani era di pessima qualità, inadatto alla trazione ferroviaria e molto insicuro a causa dei fumi pericolosi, che avevano già portato alla terribile sciagura del treno 8017.
L'ingegnere Franciszek Tatara, direttore dell'agenzia che gestiva la fabbrica di veicoli di Poznań, ebbe l'idea di acquistare alcune delle nuove automotrici italiane, pagandole in carbon fossile. La scelta cadde sulle ALn 772, perché erano molto simili ai mezzi polacchi pre-bellici, cosa che avrebbe facilitato la riproduzione delle stesse nelle fabbriche locali.
Dal gruppo ALn 772 venne quindi derivato un gruppo speciale di soli tre esemplari per le ferrovie polacche, rinominato SD80, la cui costruzione venne affidata esclusivamente a OM. Vennero trasferite nel 1949 a mezzo rotaia attraverso Austria e Cecoslovacchia. Le macchine avevano numero seriale 09051, 09052 e 09053.
Il governo polacco però aveva sbagliato i propri calcoli, e pochi mesi dopo fu costretto ad abbandonare il progetto: non rimanevano stabilimenti in grado di costruire i motori o le delicate meccaniche della trasmissione, e scarseggiavano i materiali.
Le tre macchine vennero quindi messe in servizio a partire dal 1951, come treni intercity con matricola MsBx, poi nel 1956 rinominate MsAx: la sigla significa "M= locomotore s= termico B=seconda classe, x=4 assi. La ridefinizione della matricola fece seguito alla rimozione della terza classe. La prima assegnazione fu sulla Varsavia-Cracovia, e dal 1953 vennero trasferite sulla Varsavia-Gdynia, fino al 1959 quando si rivelarono insufficienti al crescente traffico commerciale e vennero sostituite da treni a vapore tradizionali.
A partire dal 1960 ottennero la marcatura SD80-01, SD80-02 e SD80-03 e vennero assegnate al compartimento di Varsavia Est, dove vennero separate: due vennero usate per i collegamenti tra la capitale, Bydgoszcz e Poznań, mentre la numero 03 venne assegnata nel periodo estivo al treno espresso Blekitna Fala (l'Onda Blu) tra Międzyzdroje a Varsavia, per poi ritornare sulla linea di Gdynia per il resto dell'anno. Il Blekitna Fala negli anni sessanta era il più veloce treno delle ferrovie polacche: 100,9 km/h di media.
Le SD80 restarono in servizio fino sulla rete della Polonia fino al 1967, anche se con ruoli via via minori dopo che nel 1962 vennero soppiantate dalle più prestanti SN61 di costruzione ungherese. Vennero assegnate ai treni LECH, rapidi tra Varsavia e Poznań con velocità medie superiori ai 90 km/h, fino all'elettrificazione della linea l'anno successivo quando vennero ritirate e sottoposte a pesanti interventi di riparazione che le tennero sostanzialmente ferme dal 1963 al 1966.
Ritirate nel 1967, vennero convertite in SR70 e destinate a essere usate come treni di ispezione e di servizio, rimanendo in servizio fino al 1974, questa volta con base a sud di Danzica. La numero 01 venne radiata il 1º gennaio 1969, la numero 03 a il 31 dicembre 1972 (ma era già stata ritirata dal servizio nel 1967) e la numero 02 rimase in servizio sino al 30 aprile 1974, dopo aver servito tra il '69 e il '71 come treno per il personale ferroviario.
Al suo ritiro la numero 03, l'unica di cui si hanno dati certi dopo la perdita della documentazione dei primi due veicoli, aveva percorso 904.218 km, con velocità medie di comprese tra i 75 e i 100 km/h, a seconda della linea di servizio.
Dei tre esemplari ne venne conservato uno al museo del trasporto ferroviario di Varsavia, il numero 02; in seguito il veicolo è stato rimosso dal museo e abbandonato come rottame a 500 metri dal resto dell'esposizione, senza alcuna spiegazione da parte delle autorità del museo, stato in cui è possibile vederlo ormai fatiscente.

## Bibliografia

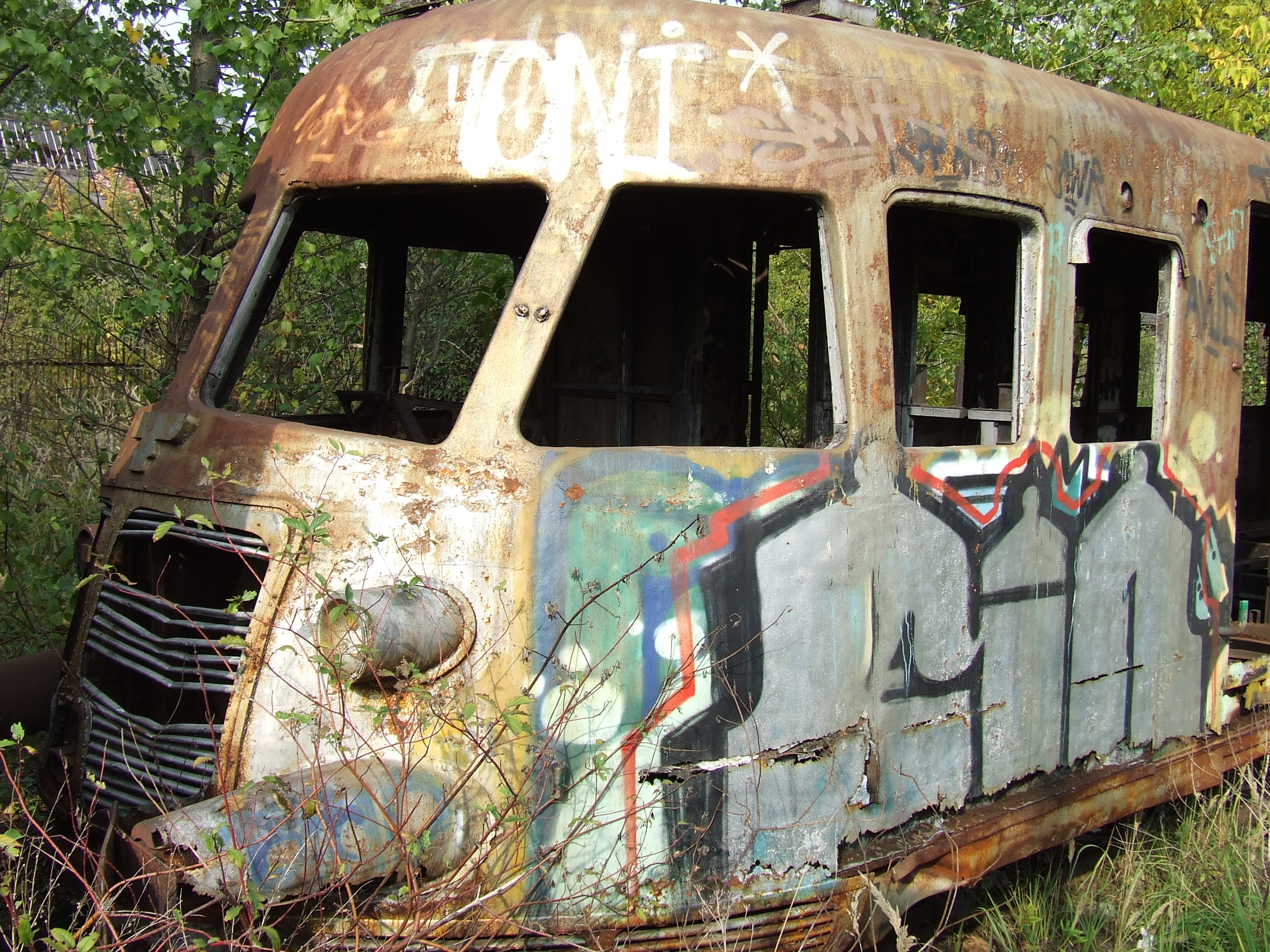
Fiancata di una SD80
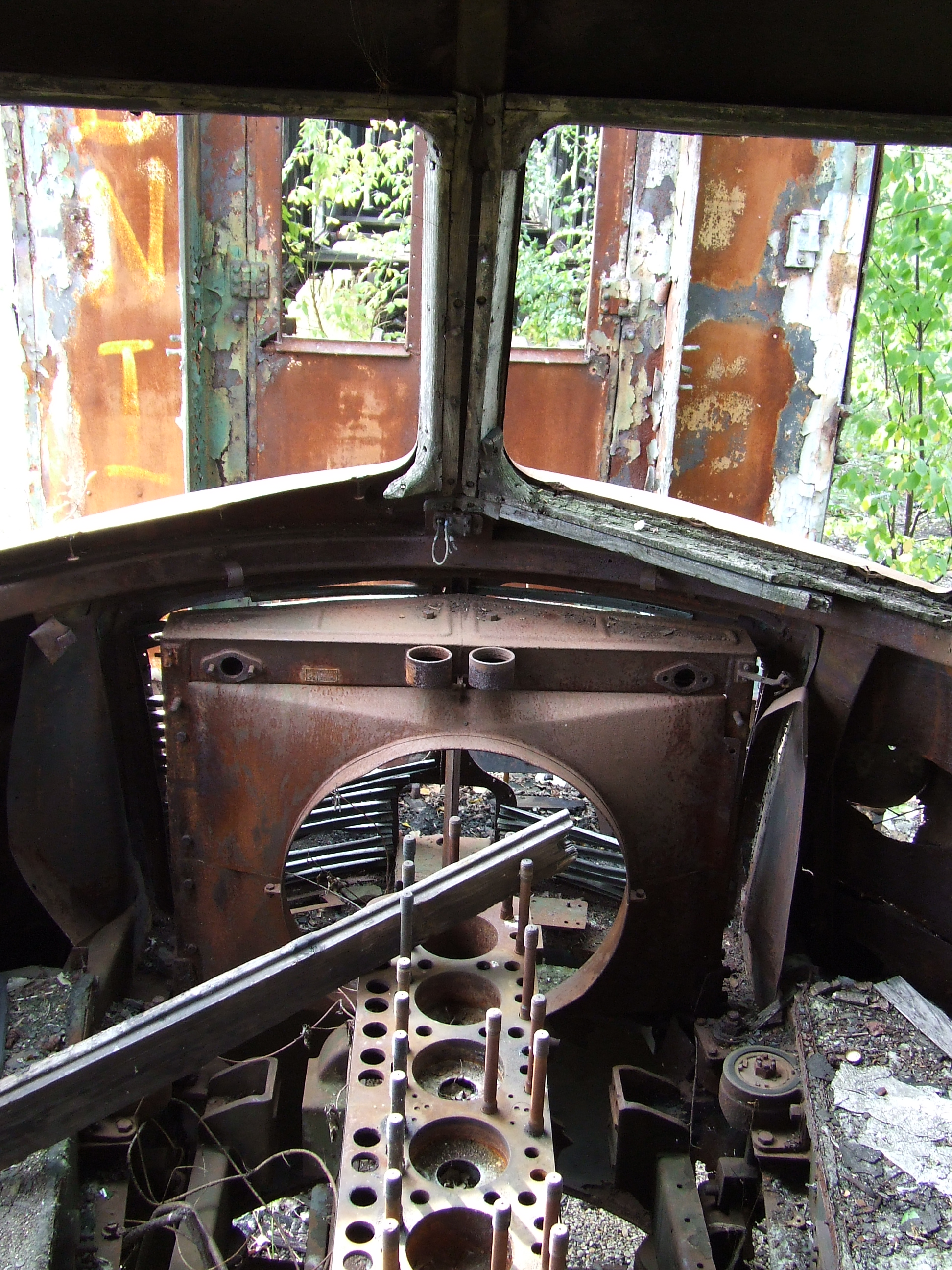
Cabina del macchinista
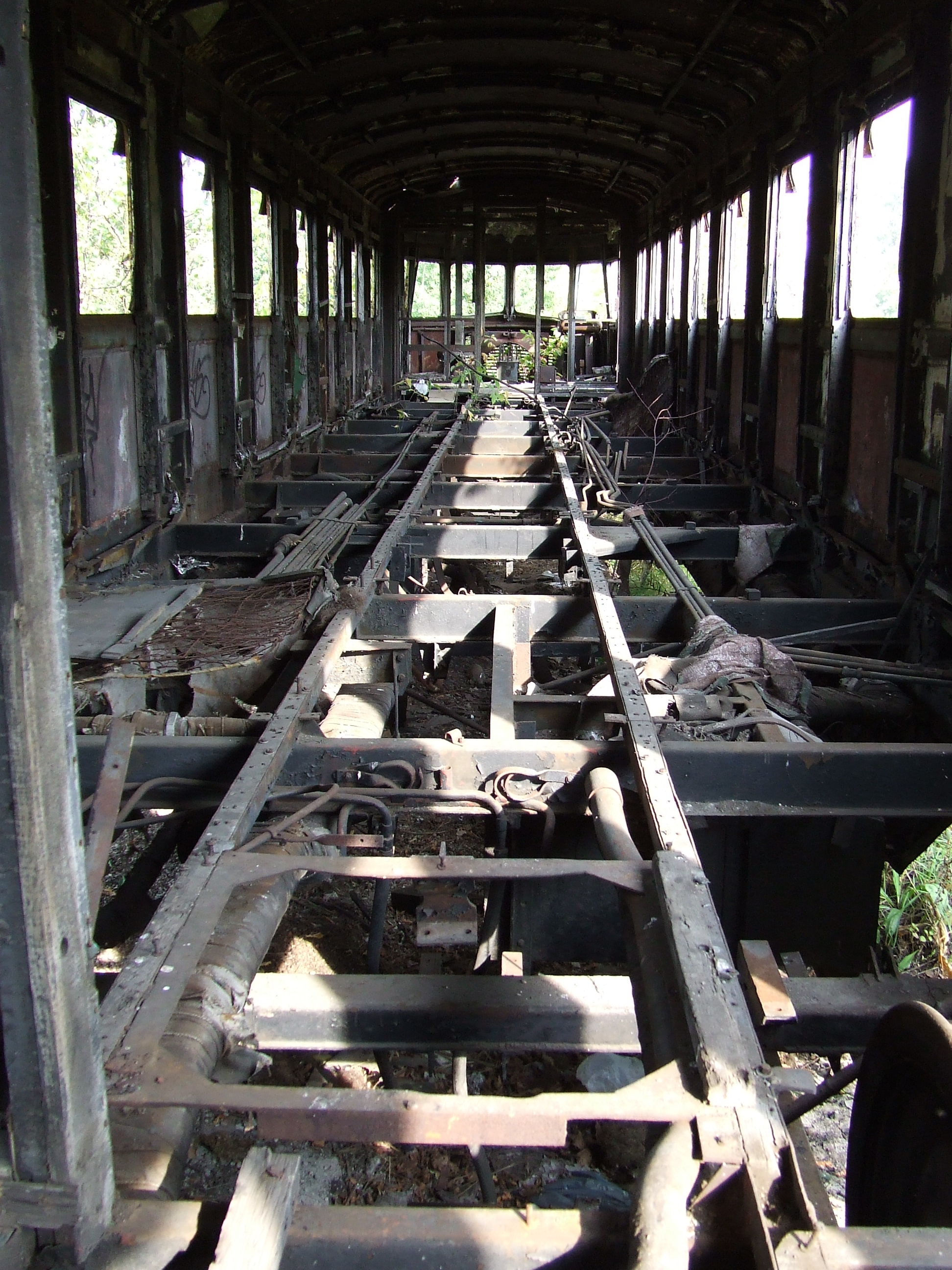
Interno cassa